# Conestoga 1620

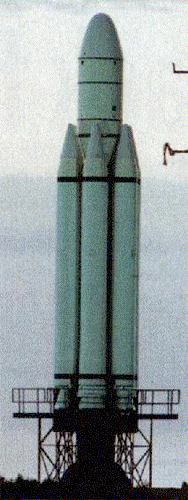
Az egyetlen megépült Conestoga 1620 rakéta indítása előtt

A Conestoga 1620 az 1990-es években tervezett és létrehozott kereskedelmi célú hordozórakéta volt, melynek fejlesztését egyetlen, sikertelen indítás után leállították. Üzemeltetője az EER cég, amely kisebb műholdak pályára állítását tűzte ki célul a rakétával. A rakéta teherbírása 1179 kg volt alacsony Föld körüli pályára.
Első és egyetlen indítását 1995. október 23-án hajtották végre az Amerikai Egyesült Államok területén található Wallops-szigetről. A rakéta terhe a NASA által kifejlesztett METEOR (Multiple Experiment Transport to Earth Orbit & Return) nevű, a Föld körüli pályáról visszatérésre szánt műhold volt.